# Rocafort (metropolitana di Barcellona)
Rocafort è una stazione della Linea 1 della metropolitana di Barcellona situata sotto la Gran Via nel distretto dell'Eixample di Barcellona.
La stazione fu inaugurata nel 1926 con il nome di Rocafor assieme al primo tratto del Ferrocarril Metropolitano Trasversal. Nel 1982 con la riorganizzazione delle linee divenne una stazione della L1 e cambiò nome nell'attuale forma catalana di Rocafort.
Durante la Guerra Civile (1936-1939) la stazione fu usata come rifugio antiaereo. Molta gente morì nelle entrate della stazione, che erano il primo bersaglio degli aerei tedeschi durante i bombardamenti della Gran Via.